# Liste der Gemeinden im Rhein-Sieg-Kreis

Karte des Rhein-Sieg-Kreis

Die Liste der Gemeinden im Rhein-Sieg-Kreis gibt einen Überblick über die 19 Verwaltungseinheiten des Rhein-Sieg-Kreises in Nordrhein-Westfalen. Der Kreis besteht aus elf Städten und acht Gemeinden. Der Rhein-Sieg-Kreis entstand im Zuge einer Kreisreform 1969 durch die Zusammenlegung des damaligen Siegkreises mit dem Landkreis Bonn.

## Beschreibung
Der Rhein-Sieg-Kreis hat eine Gesamtfläche von 1.153,21 Quadratkilometern. Die größte Fläche innerhalb des Landkreises hat die Gemeinde Windeck mit 107,22 Quadratkilometern. Es folgen die Städte Hennef (Sieg) mit 105,89 Quadratkilometern und Bornheim mit 82,69 Quadratkilometern sowie die Gemeinde Much mit 78,06 Quadratkilometern. Die kleinsten Flächen haben die Gemeinde Alfter mit 34,78 Quadratkilometern sowie die Städte Sankt Augustin mit 34,22 Quadratkilometern und Siegburg mit 23,46 Quadratkilometern.
Den größten Anteil an der Bevölkerung des Landkreises von 605.283 Einwohnern haben die Städte Troisdorf mit 75.828 Einwohnern und Sankt Augustin mit 56.568 Einwohnern. Die größte Gemeinde ist Alfter mit 23.830 Einwohnern. Die wenigsten Einwohner haben die Gemeinden Much mit 14.635 Einwohnern und Ruppichteroth mit 10.861 Einwohnern. Die nach der Bevölkerung kleinste Stadt im Rhein-Sieg-Kreis ist Meckenheim mit 24.823 Einwohnern.
Der gesamte Rhein-Sieg-Kreis hat eine Bevölkerungsdichte von 525 Einwohnern pro Quadratkilometer. Die höchste Bevölkerungsdichte im Kreis hat die Stadt Siegburg mit 1802 Einwohnern pro Quadratkilometer, gefolgt von den Städten Sankt Augustin mit 1653 Einwohnern pro Quadratkilometer und Troisdorf mit 1223 Einwohnern pro Quadratkilometer. Die Gemeinde mit der höchsten Bevölkerungsdichte ist Alfter mit 685 Einwohnern pro Quadratkilometer. Die Gemeinden mit der niedrigsten Bevölkerungsdichte sind Windeck mit 182 Einwohnern pro Quadratkilometer und Ruppichteroth mit 175 Einwohnern pro Quadratkilometer. Die Stadt mit der geringsten Bevölkerungsdichte ist Rheinbach, hier leben 386 Menschen auf einem Quadratkilometer.

## Legende
- Gemeinde: Name der Gemeinde beziehungsweise Stadt und Angabe, zu welchem Landkreis der namensgebende Ort der Gemeinde vor der Gebietsreform gehörte
- Wappen: Wappen der Gemeinde beziehungsweise Stadt
- Karte: Zeigt die Lage der Gemeinde beziehungsweise Stadt im Landkreis
- Fläche: Fläche der Stadt beziehungsweise Gemeinde, angegeben in Quadratkilometer
- Einwohner: Zahl der Menschen die in der Gemeinde beziehungsweise Stadt leben (Stand: 31. Dezember 2023[1])
- EW-Dichte: Angegeben ist die Einwohnerdichte, gerechnet auf die Fläche der Verwaltungseinheit, angegeben in Einwohner pro Quadratkilometer (Stand: 31. Dezember 2023[1])
- Höhe: Höhe der namensgebenden Ortschaft beziehungsweise Stadt in Meter über Normalnull
- Bild: Bild aus der jeweiligen Gemeinde beziehungsweise Stadt

## Gemeinden
| Gemeinde                        | Wappen                                     | Karte                                                        | Fläche  | Einwohner | Bevölkerungs- dichte | Höhe in m ü. NHN | Bild                                                                         |
| ------------------------------- | ------------------------------------------ | ------------------------------------------------------------ | ------- | --------- | -------------------- | ---------------- | ---------------------------------------------------------------------------- |
| Rhein-Sieg-Kreis                | Wappen des Rhein-Sieg-Kreises              | Lage des Rhein-Sieg-Kreises in Nordrhein-Westfalen           | 1153,21 | 605.283   | 525                  |                  | Die Weinberge bei Rhöndorf · Burgruine Windeck · Kreisverwaltung in Siegburg |
| Gemeinde Alfter                 | Wappen der Gemeinde Alfter                 | Lage der Gemeinde Alfter im Rhein-Sieg-Kreis                 | 34,78   | 23.830    | 685                  | 76               | Schloss Alfter                                                               |
| Stadt Bad Honnef                | Wappen der Stadt Bad Honnef                | Lage der Stadt Bad Honnef im Rhein-Sieg-Kreis                | 48,17   | 24.958    | 518                  | 75               | Luftbild von Bad Honnef vom Drachenfels aus                                  |
| Stadt Bornheim                  | Wappen der Stadt Bornheim                  | Lage der Stadt Bornheim im Rhein-Sieg-Kreis                  | 82,69   | 48.036    | 581                  | 62               | Schloss Bornheim                                                             |
| Gemeinde Eitorf                 | Wappen der Gemeinde Eitorf                 | Lage der Gemeinde Eitorf im Rhein-Sieg-Kreis                 | 69,9    | 19.162    | 274                  | 95               | ArGe Eitorf                                                                  |
| Stadt Hennef (Sieg)             | Wappen der Stadt Hennef (Sieg)             | Lage der Stadt Hennef (Sieg) im Rhein-Sieg-Kreis             | 105,89  | 48.295    | 456                  | 68               | Luftbild von Hennef (Sieg)                                                   |
| Stadt Königswinter              | Wappen der Stadt Königswinter              | Lage der Stadt Königswinter im Rhein-Sieg-Kreis              | 76,17   | 40.700    | 534                  | 80               | Altes Rathaus                                                                |
| Stadt Lohmar                    | Wappen der Stadt Lohmar                    | Lage der Stadt Lohmar im Rhein-Sieg-Kreis                    | 65,62   | 31.027    | 473                  | 64               | Haltepunkt Honrath                                                           |
| Stadt Meckenheim                | Wappen der Stadt Meckenheim                | Lage der Stadt Meckenheim im Rhein-Sieg-Kreis                | 34,84   | 24.823    | 712                  | 180              | Luftbild von Meckenheim                                                      |
| Gemeinde Much                   | Wappen der Gemeinde Much                   | Lage der Gemeinde Much im Rhein-Sieg-Kreis                   | 78,06   | 14.635    | 187                  | 236              | Ortskern der Gemeinde Much an der zurückgebauten Bundesstraße 56             |
| Gemeinde Neunkirchen-Seelscheid | Wappen der Gemeinde Neunkirchen-Seelscheid | Lage der Gemeinde Neunkirchen-Seelscheid im Rhein-Sieg-Kreis | 50,62   | 20.228    | 400                  | 220              | Wahnbachtalsperre                                                            |
| Stadt Niederkassel              | Wappen der Stadt Niederkassel              | Lage der Stadt Niederkassel im Rhein-Sieg-Kreis              | 35,79   | 38.564    | 1078                 | 55               | Burg Lülsdorf                                                                |
| Stadt Rheinbach                 | Wappen der Stadt Rheinbach                 | Lage der Stadt Rheinbach im Rhein-Sieg-Kreis                 | 69,72   | 26.899    | 386                  | 173              | Wasemer Turm                                                                 |
| Gemeinde Ruppichteroth          | Wappen der Gemeinde Ruppichteroth          | Lage der Gemeinde Ruppichteroth im Rhein-Sieg-Kreis          | 61,96   | 10.861    | 175                  | 180              | Ortskern/Burgstraße in Ruppichteroth                                         |
| Stadt Sankt Augustin            | Wappen der Stadt Sankt Augustin            | Lage der Stadt Sankt Augustin im Rhein-Sieg-Kreis            | 34,22   | 56.568    | 1653                 | 65               | Schloss Birlinghoven                                                         |
| Stadt Siegburg Kreisstadt       | Wappen der Stadt Siegburg                  | Lage der Stadt Siegburg im Rhein-Sieg-Kreis                  | 23,46   | 42.274    | 1802                 | 60               | Luftbild von Siegburg                                                        |
| Gemeinde Swisttal               | Wappen der Gemeinde Swisttal               | Lage der Gemeinde Swisttal im Rhein-Sieg-Kreis               | 62,22   | 18.515    | 298                  | 140              | Kirche St. Kunibert im OT Heimerzheim                                        |
| Stadt Troisdorf                 | Wappen der Stadt Troisdorf                 | Lage der Stadt Troisdorf im Rhein-Sieg-Kreis                 | 62,00   | 75.828    | 1223                 | 55               | Herrenhaus in Wissem                                                         |
| Gemeinde Wachtberg              | Wappen der Gemeinde Wachtberg              | Lage der Gemeinde Wachtberg im Rhein-Sieg-Kreis              | 49,68   | 20.519    | 413                  | 222              | Burg Gudenau von Süden aus                                                   |
| Gemeinde Windeck                | Wappen der Gemeinde Windeck                | Lage der Gemeinde Windeck im Rhein-Sieg-Kreis                | 107,22  | 19.561    | 182                  | 143              | Burg Dattenfeld                                                              |

## Nachweise
1. 1 2  Bevölkerung der Gemeinden Nordrhein-Westfalens am 31. Dezember 2023 – Fortschreibung des Bevölkerungsstandes auf Basis des Zensus 2022. Landesbetrieb Information und Technik Nordrhein-Westfalen (IT.NRW), abgerufen am 30. Januar 2025. (Hilfe dazu)